# François-Hubert Drouais
Francois-Hubert Drouais (París, 14 de diciembre de 1727 - París, 21 de octubre de 1775) fue un pintor francés de estilo rococó, especializado en retratos y rival del también retratista Jean-Marc Nattier.
Hijo y discípulo de Hubert Drouais, continuó su aprendizaje en los talleres de Charles van Loo y François Boucher.
Entre sus obras destacan los retratos que realizó de las dos Maîtresse-en-titre de Luis XV de Francia, la condesa du Barry y la marquesa de Pompadour. El retrato de madame Pompadour lo completó después del fallecimiento de esta, y actualmente se exhibe en la National Gallery de Londres. Su hijo Jean Germain Drouais fue también pintor.

## Galería

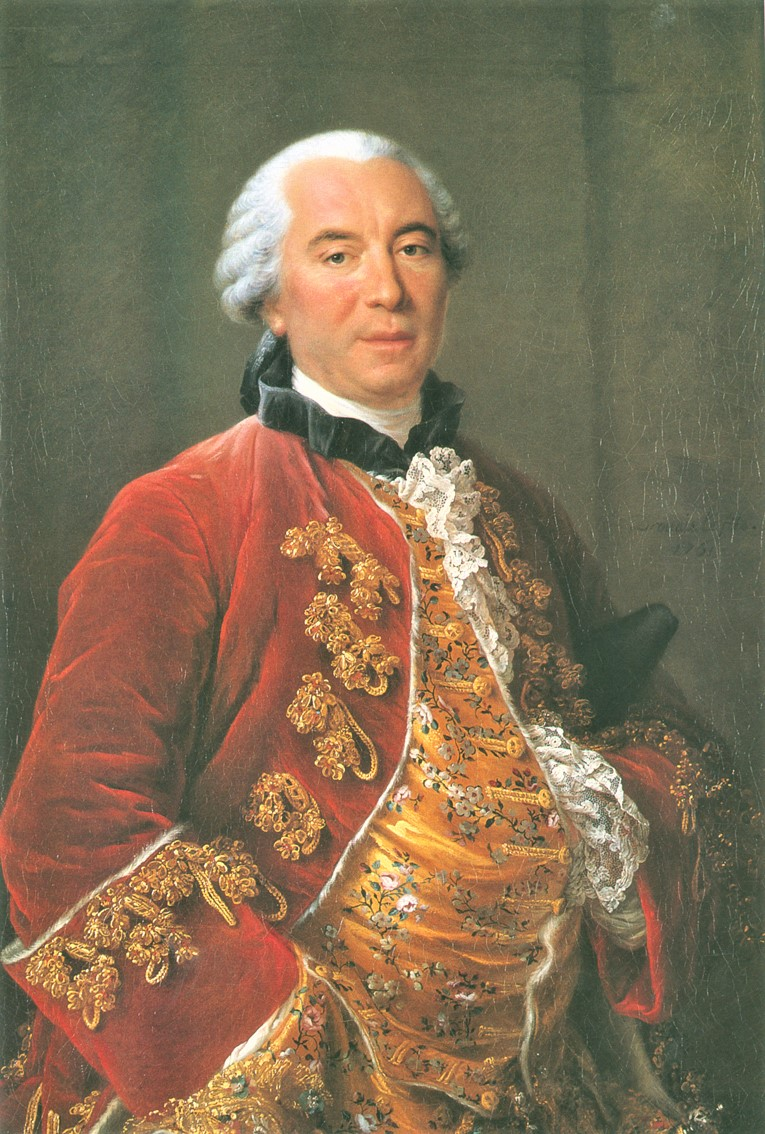
Retrato de Georges-Louis Leclerc de Buffon (1707-1788).
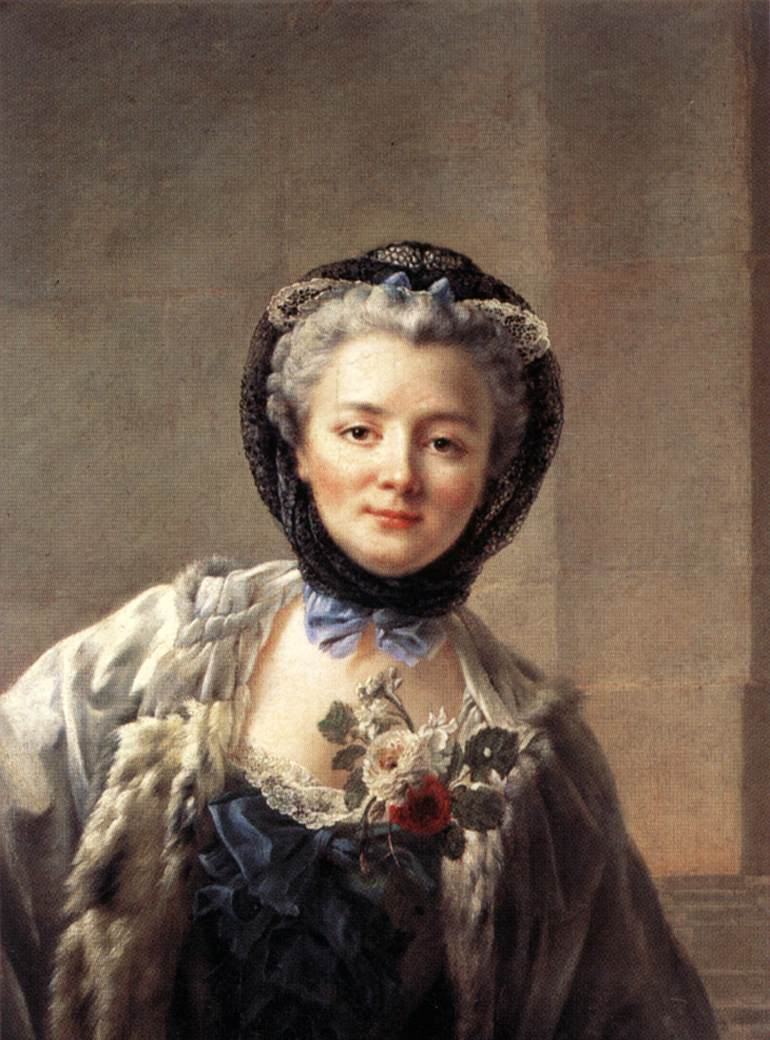
Retrato de la esposa del pintor titulado Madame Drouais (1758). Museo del Louvre, París.
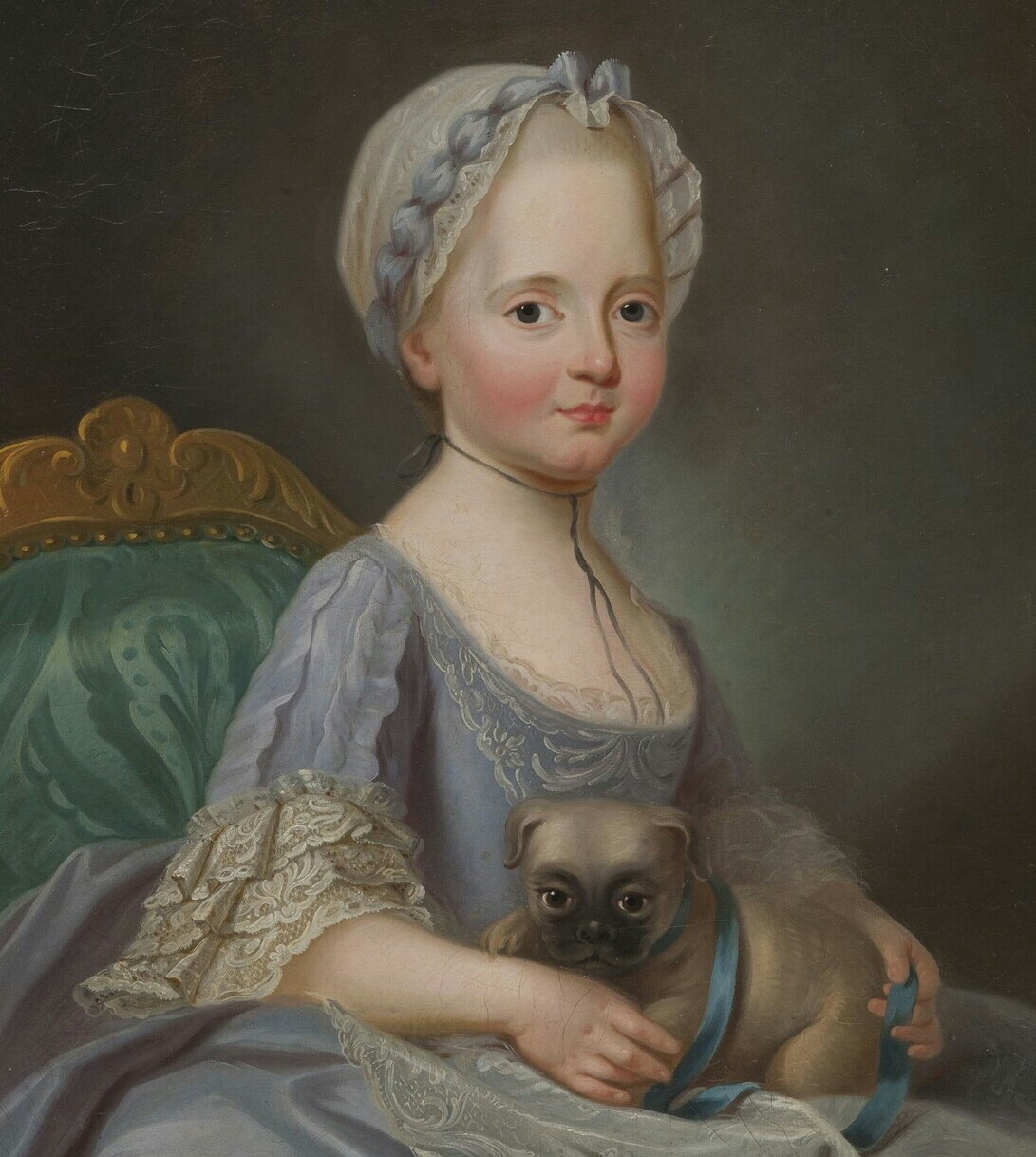
Retrato de Madame Élisabeth Philippine Marie Hélène von Frankreich
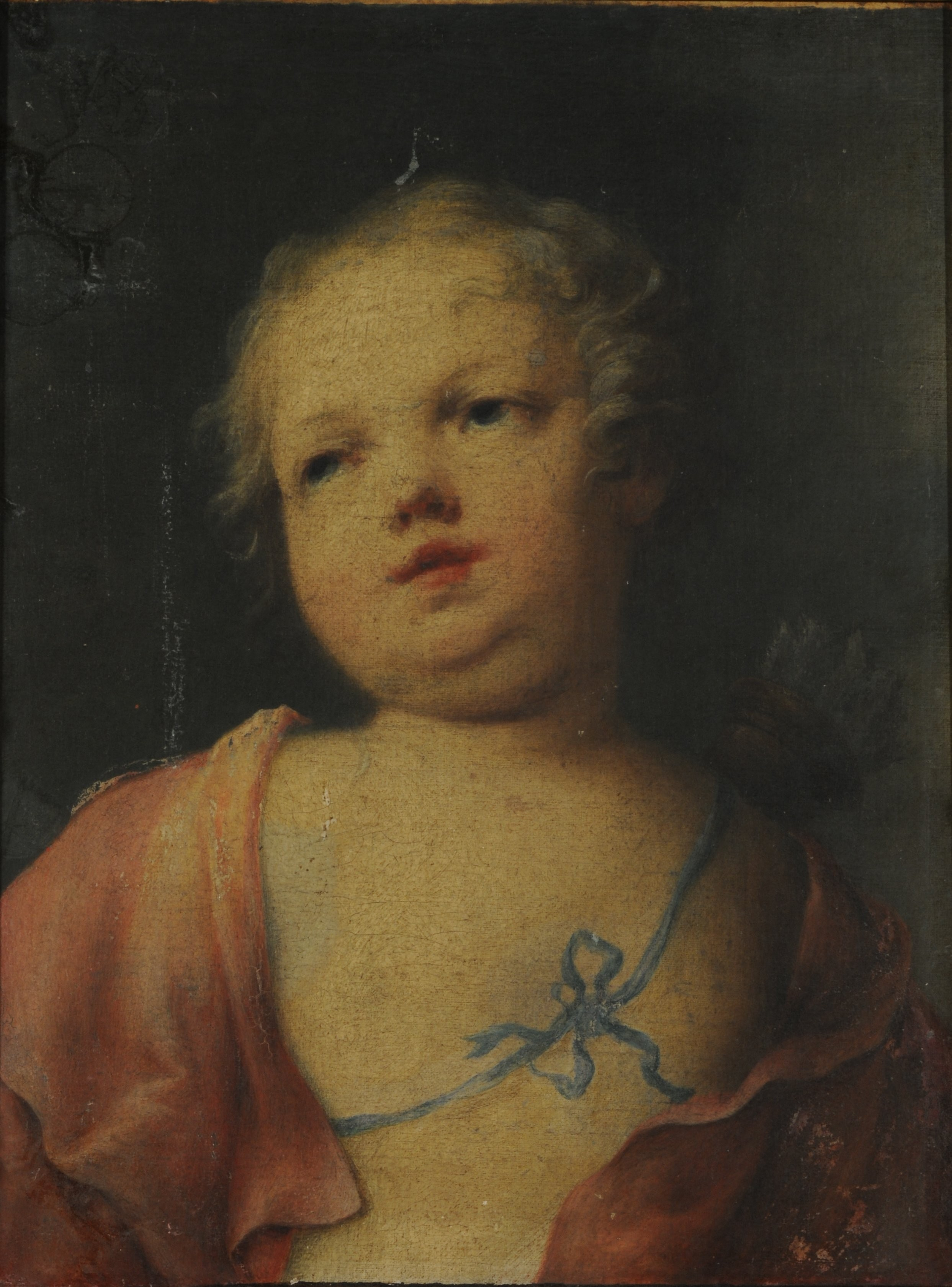
Cupido.
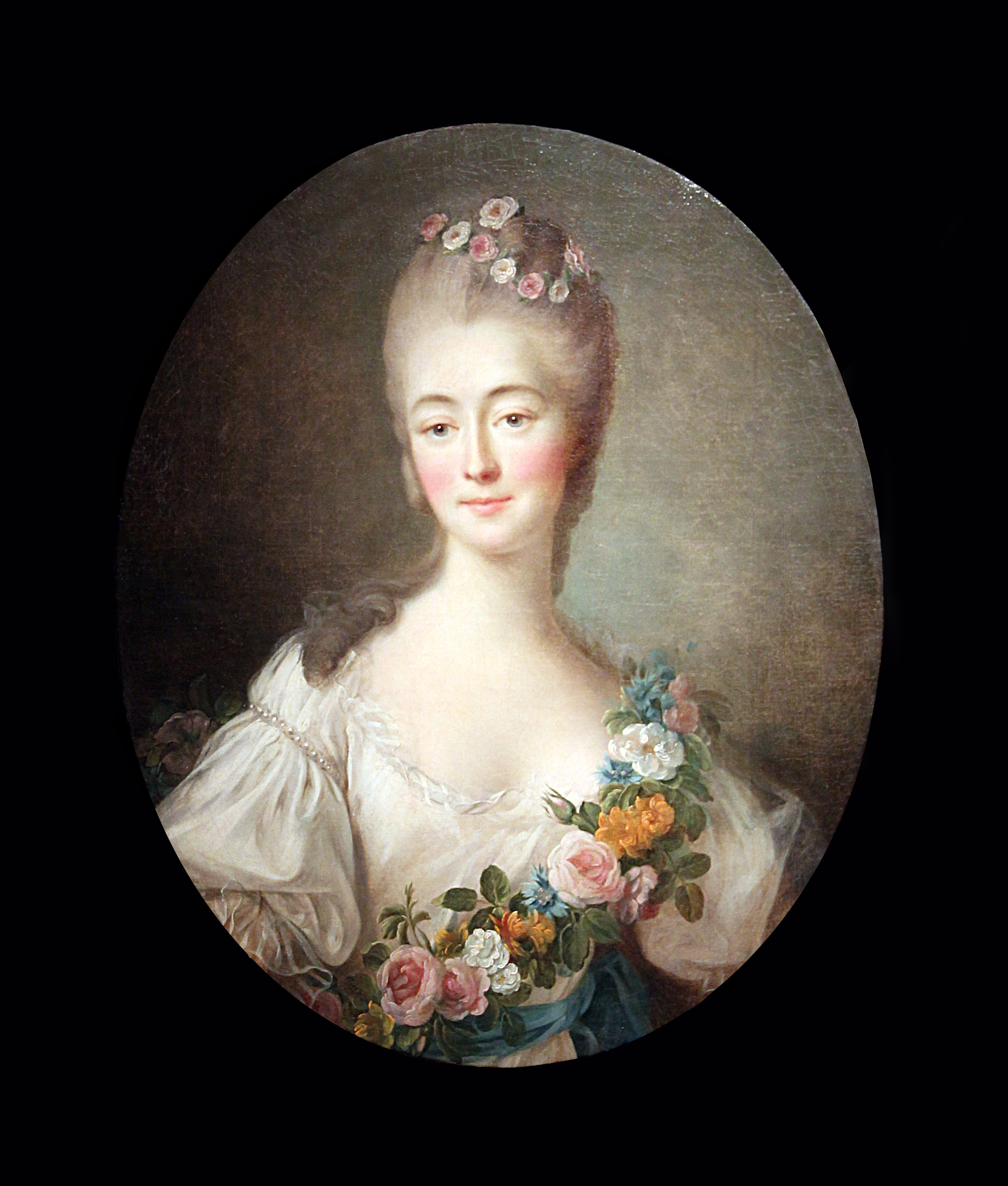
Condesa de Du Barry.